# Perry (contea di Berks, Pennsylvania)
Perry è una township degli Stati Uniti d'America, nella contea di Berks nello Stato della Pennsylvania. Secondo il censimento del 2000 la popolazione è di 2.517 abitanti.

## Società

### Evoluzione demografica
La composizione etnica vede una maggioranza di quella bianca (98,29%), seguita da quella afroamericana (0,36%) dati del 2000.
| township di Perry Popolazione |       |
| 2000                          | 2.517 |
| Stima al 2009                 | 2.599 |